# Margaret Mazzantini

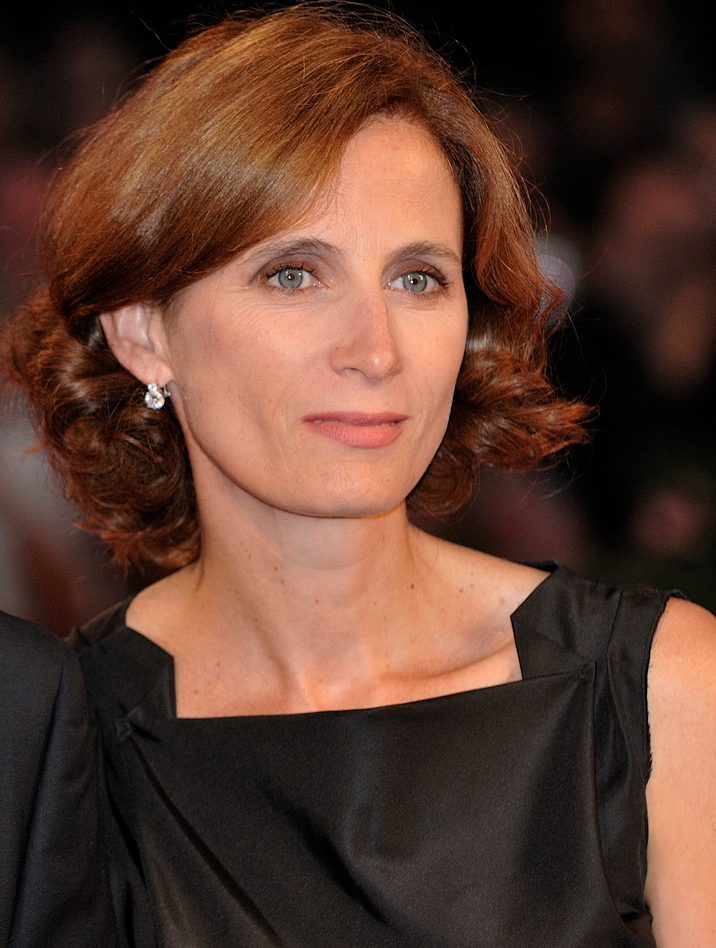
Margaret Mazzantini (September 2009)

Margaret Mazzantini (* 27. Oktober 1961 in Dublin) ist eine italienische Schauspielerin und Schriftstellerin.

## Leben und Werk
Margaret Mazzantini ist die Tochter des Schriftstellers Carlo Mazzantini und der irischen Malerin Anne Donnelly. Sie wuchs in Irland und der Toskana auf. Als Schauspielerin ist sie an Theater-, Film- und Fernsehproduktionen beteiligt. Eine größere Aufmerksamkeit hat sie jedoch durch ihre Romanveröffentlichungen erlangt. So schaffte es ihr erster Roman Il catino di zinco (dt.: Die Zinkwanne) 1994 unter die Finalisten des Premio Campiello; und Non ti muovere (dt.: Geh nicht fort), das 2004 von ihrem Mann Sergio Castellitto verfilmt wurde, gewann 2002 den Premio Strega. Nach einigen Jahren veröffentlichte sie im November 2008 ihren Roman Venuto al mondo  (dt.: Das  schönste Wort der Welt), der sich mit der Geschichte Sarajevos seit den Olympischen Winterspielen 1984, während der Stadtbelagerung im Bosnienkrieg und der Nachkriegszeit auseinandersetzt. Der Roman wurde 2009 mit dem Premio Campiello ausgezeichnet. 2011 erschien ihr Roman Mare al mattino (dt.: Das Meer am Morgen), in dem sie das Ende des italienischen Kolonialismus in Libyen und das Ende der Gaddafi-Herrschaft anhand zweier Einzelschicksale darstellt.
In ihrer ersten Rolle als Filmschauspielerin trat sie unter dem Pseudonym Margaret Donnelly in Joe D' Amatos Man-Eater – Der Menschenfresser aus dem Jahre 1980 auf.
Mit ihrem Mann, den sie 1987 heiratete, und ihren vier Kindern lebt sie in Rom. Ein gemeinsamer Sohn ist der Schauspieler, Filmregisseur und Autor Pietro Castellitto (* 1991).

## Werke

### Originalausgaben
- Il Catino Di Zinco. Marsilio Editori, Venezia 1994, ISBN 88-317-5897-7.
- Manola. Mondadori, Mailand 1998, ISBN 88-04-41016-7.
- Non ti muovere. Mondadori, Mailand 2001, ISBN 88-04-48947-2.
- Zorro. Un eremita sul marciapiede. Mondadori, Mailand 2004, ISBN 88-04-53516-4.
- Venuto al mondo. Mondadori, Mailand 2008, ISBN 978-88-04-57370-8.
- Mare al mattino. Einaudi, Turin, 2011, ISBN 978-88-06-21113-4.

### Deutsche Übersetzungen
- Manola. Roman. Goldmann, München 2002, ISBN 3-442-72597-6.
- Geh nicht fort. Roman. übersetzt von Petra Kaiser, Frankfurter Verl.-Anst., Frankfurt am Main 2002, ISBN 3-627-00096-X.
- Am Ende der Straße. Roman. btb, München 2005, ISBN 3-442-73371-5.
- Die Zinkwanne. Roman. btb, München 2006, ISBN 3-442-73458-4.
- Das schönste Wort der Welt. Roman. übersetzt von Karin Krieger, Dumont Köln 2011, ISBN 978-3-8321-9536-6.
- Das Meer am Morgen. Roman. übersetzt von Karin Krieger, Dumont Köln 2012, ISBN 978-3-8321-9684-4.
- Herrlichkeit. Roman. übersetzt von Karin Krieger, Dumont Köln 2015, ISBN 978-3-8321-9786-5
- Niemand rettet sich allein. Roman. übersetzt von Karin Krieger, Dumont Köln 2013, ISBN 978-3-8321-9683-7

### Verfilmungen
- Don’t. Regie: Sergio Castellitto (2004)
- Twice Born 2012 Regie: Sergio Castellitto

## Auszeichnungen
- 2002 Premio Strega für Non ti muovere
- 2009 Premio Campiello für Venuto al mondo
- 2003 Ritter des Verdienstordens der Italienischen Republik